# Droga ekspresowa 66 (Izrael)
Droga ekspresowa 66 (hebr. כביש 66) – droga krajowa biegnąca południową krawędzią Doliny Jezreel do granicy Autonomii Palestyńskiej, na północy Izraela. Odcinek palestyński prowadzi dalej do miasta Dżanin.

## Przebieg
Droga nr 66 biegnie równoleżnikowo z zachodu na południowy wschód, od miasta Jokne’am południową krawędzią Doliny Jezreel do miejscowości Ma’ale Iron. Odcinek palestyński prowadzi dalej do miasta Dżanin.

### Dolina Jezreel

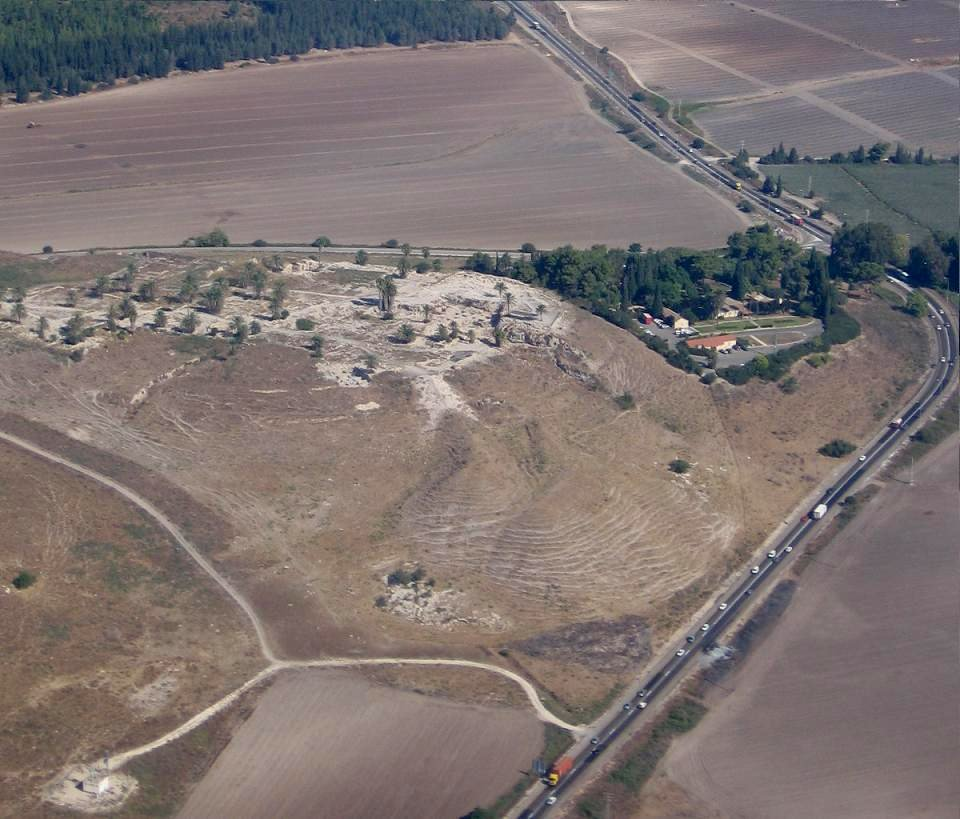
Droga nr 66 przy wzgórzu Megiddo

Swój początek bierze na skrzyżowaniu ha-Tiszbi z drogą nr 70 i drogą nr 722. Jadąc drogą nr 70 na południowy zachód dojeżdża się do miasta Jokne’am, lub na północ do skrzyżowania z drogą ekspresową nr 75 przy kibucu Jagur. Droga nr 722 prowadzi na północny wschód do moszawów Sede Ja’akow i Bet Zajid, oraz dalej do skrzyżowania z drogą ekspresową nr 75. Natomiast droga nr 66 prowadzi na południowy wschód, jadąc wzdłuż krawędzi płaskowyżu Manassesa, który wznosi się nad Doliną Jezreel. Przejeżdża niewielkim mostkiem nad strumieniem Rakefet i jako jednopasmowa droga mija położoną na południu moszawę Jokne’am. Następnie droga przejeżdża mostkiem nad strumieniem ha-Szofet i po 3 km dociera do skrzyżowania, na którym można zjechać na południe do kibucu Ha-Zore’a. Droga mija tutaj położone po obu stronach stawy hodowlane, wokół których rozciągają się pola uprawne. Kawałek dalej jest wjazd do położonego na południe od drogi rezerwatu biosfery Parku Ramat Menasze. Kawałek dalej mija się stację pomp krajowego systemu wodnego, a następnie niewielkie strumienie Gahar i Paga. Po przejechaniu 4 km dojeżdża się do skrzyżowania z drogą nr 6953, która prowadzi na południowy zachód do kibucu En ha-Szofet. Tuż obok jest zjazd do kibucu Miszmar ha-Emek. Następnie droga jedzie wzdłuż dużych sadów owocowych i po 2,5 km dociera do moszawu Midrach Oz. Po kolejnych 3 km dojeżdża się do skrzyżowania z lokalną drogą, która prowadzi na północny wschód do moszawu Ha-Jogew. Pół kilometra dalej znajduje się wzgórze Megiddo i droga zjazdowa do kibucu Megiddo. Kawałek dalej jest skrzyżowanie Megiddo z drogą ekspresową nr 65, którą jadąc na południowy zachód dojedzie się do miejscowości Ma’ale Iron lub na północny wschód do portu lotniczego Megiddo i dalej do miasta Afula. Przy samym skrzyżowaniu Megiddo znajduje się więzienie Megiddo. Droga nr 66 biegnie stąd dalej na południowy wschód i po przejechaniu mostkami nad strumieniami Ba'na i Suda dociera do kibucu Giwat Oz. Następnie droga zaczyna wjeżdżać w bardziej pofałdowaną okolicę, porośniętą drzewami. Po przejechaniu kolejnego pół kilometra dociera się do skrzyżowania z lokalną drogą, która umożliwia dojechanie do położonej na zachodzie miejscowości Ma’ale Iron. Kilometr dalej dojeżdża się do muru bezpieczeństwa stanowiącego granicę między Izraelem a Autonomią Palestyńską. Jest tutaj baza wojskowa Salem oraz przejście graniczne Salem.

### Autonomia Palestyńska
Po stronie palestyńskiej blisko granicy jest skrzyżowanie z drogą prowadzącą na północ do wioski Zububa i na południe do wioski Rummanah. Po 1,5 km mija się położoną na południu wioskę Ti’innik i dojeżdża się do miejscowości Silat al-Harisijja oraz zjazdów do położonego na południu miasta al-Dżamun. Po kolejnym 1,5 km dojeżdża się do skrzyżowania z drogą prowadzącą na południe do miasta Kafr Dan. Po 3 km dojeżdża się do miasta Dżanin, gdzie droga nr 66 kończy swój bieg. Droga nr 6155 prowadzi stąd na południowy zachód do miasta Burkin, a droga nr 6255 na północny wschód do wioski Faku’a. Przez Dżanin przechodzi z północy na południe droga nr 60.